# Chalain-le-Comtal
Chalain-le-Comtal is een gemeente in het Franse departement Loire (regio Auvergne-Rhône-Alpes) en telt 454 inwoners (1999). De plaats maakt deel uit van het arrondissement Montbrison.

## Geografie
De oppervlakte van Chalain-le-Comtal bedraagt 18,3 km², de bevolkingsdichtheid is 24,8 inwoners per km².
De onderstaande kaart toont de ligging van Chalain-le-Comtal met de belangrijkste infrastructuur en aangrenzende gemeenten.

## Demografie
Onderstaande figuur toont het verloop van het inwonertal (bron: INSEE-tellingen).